# Jhalari
Jhalari (nep. झलारी) – gaun wikas samiti w zachodniej części Nepalu w strefie Mahakali w dystrykcie Kanchanpur. Według nepalskiego spisu powszechnego z 2001 roku liczył on 2717 gospodarstw domowych i 15 926 mieszkańców (7840 kobiet i 8086 mężczyzn).